# Zaiizd, Prîlukî
Zaiizd (în ucraineană Заїзд) este localitatea de reședință a comunei Zaiizd din raionul Prîlukî, regiunea Cernihiv, Ucraina. În secolul al XIX-lea, satul făcea parte din volostul Prîlukî, uezdul Prîlukî.

## Demografie
Componența lingvistică a localității Zaiizd
     Ucraineană (97,29%)
     Rusă (2,34%)
     Alte limbi (0,19%)
Conform recensământului din 2001, majoritatea populației localității Zaiizd era vorbitoare de ucraineană (97,29%), existând în minoritate și vorbitori de rusă (2,34%).